# 259 km (obwód leningradzki)
259 km (ros. 259 км) – przystanek kolejowy w pobliżu miejscowości Tienieniczi, w rejonie łodiejnopolskim, w obwodzie leningradzkim, w Rosji. Położony jest na linii Wołchow - Murmańsk.